# Pediasia subepineura
Pediasia subepineura is een vlinder uit de familie van de grasmotten (Crambidae). De wetenschappelijke naam van de soort is voor het eerst geldig gepubliceerd in 1953 door Stanisław Błeszyński.